# Generalinspektion der Artillerie
Die Generalinspektion der Artillerie war eine militärische Behörde der Preußischen Armee.

## Geschichte
Die Generalinspektion der Artillerie wurde durch Kabinettsorder vom 8. August 1808 als „Brigade-Kommando der Artillerie“ mit Sitz in Berlin geschaffen. Ihr waren zunächst die Preußische, Brandenburgische und Schlesische Artillerie-Brigade unterstellt. Zum 29. Februar 1816 wurde die Behörde in ein „Generalkommando der Artillerie“ umbenannt und die drei bisherigen Brigadechefs erhielten den Befehl über je zwei bis drei Artilleriebrigaden, deren Kommandeure den Funktionstitel Brigadiers führten. Am 13. September 1820 erfolgte die Umbenennung des Generalkommandos in „Generalinspektion der Artillerie“. Die bisherigen Brigadechefs wurden Inspekteure der untergeordneten Inspektionen der Artillerie:
- 1. Artillerie-Inspektion in Berlin
  - Garde-Artillerie-Brigade
  - 2. Artillerie-Brigade
  - 3. Artillerie-Brigade

- 2. Artillerie-Inspektion in Breslau
  - 1. Artillerie-Brigade 
  - 5. Artillerie-Brigade
  - 6. Artillerie-Brigade

- 3. Artillerie-Inspektion in Koblenz
  - 4. Artillerie-Brigade
  - 7. Artillerie-Brigade
  - 8. Artillerie-Brigade

Am 13. September 1839 wurde eine 4. Artillerie-Inspektion mit Sitz in Stettin geschaffen, die die Nr. 1 erhielt. Die bisherige 1., 2. und 3. Artillerie-Inspektion nahmen nun die Nummern 2., 3. und 4. ein und formierten sich ab diesem Zeitpunkt wie folgt:
- 1. Artillerie-Inspektion in Stettin
  - 1. Artillerie-Brigade
  - 2. Artillerie-Brigade

- 2. Artillerie-Inspektion in Berlin
  - Garde-Artillerie-Brigade
  - 3. Artillerie-Brigade
  - 4. Artillerie-Brigade

- 3. Artillerie-Inspektion in Breslau
  - 5. Artillerie-Brigade
  - 6. Artillerie-Brigade

- 4. Artillerie-Inspektion in Koblenz
  - 7. Artillerie-Brigade
  - 8. Artillerie-Brigade

Vom 19. März 1850 bis zum 29. Juni 1860 und ab dem 16. Juni 1864 führten die Brigaden die Bezeichnung Regimenter. Mit diesem Datum erhielten die Brigaden den Rang der Brigaden der anderen Waffen (Infanterie/Kavallerie).
Im Zuge der Trennung der Feld- und Fußartillerie wurde zum 30. März 1887 aus der bis dahin bestehenden Generalinspektion der Artillerie die Generalinspektion der Fußartillerie errichtet und die Behörde in Generalinspektion der Feldartillerie umbenannt. Diese wurde zum 14. März 1889 abgeschafft und die Feldartillerie-Brigaden den Generalkommandos direkt unterstellt.
Aufgabe der Generalinspektion war, die Geschäfts- und Personalangelegenheiten der Artillerie zu leiten sowie die waffenmäßige Aus- und Fortbildung zu überwachen.
An der Spitze der Behörde stand mit dem Rang und den Gebührnissen eines Kommandierenden Generals der Generalinspekteur der Artillerie. Er war unmittelbar dem preußischen König unterstellt und Kurator der Vereinigten Artillerie- und Ingenieurschule.

## Generalinspekteure
| Dienstgrad                                          | Name                           | Datum                                   |
| --------------------------------------------------- | ------------------------------ | --------------------------------------- |
| Generalmajor/Generalleutnant/General der Infanterie | August von Preußen             | 08. August 1808 bis 19. Juli 1843       |
| Generalmajor/Generalleutnant                        | Adalbert von Preußen           | 31. Juli 1843 bis 29. März 1854         |
| Generalleutnant/General der Infanterie              | Karl Friedrich Ludwig von Hahn | 30. März 1854 bis 19. Dezember 1864     |
| General                                             | Gustav Eduard von Hindersin    | 20. Dezember 1864 bis 25. Januar 1872   |
| Generalleutnant/General der Kavallerie              | Theophil von Podbielski        | 03. Februar 1872 bis 31. Oktober 1879   |
| Generalleutnant                                     | Hans von Bülow                 | 06. November 1879 bis 11. Dezember 1882 |
| General der Infanterie/General der Artillerie       | Julius von Voigts-Rhetz        | 12. Dezember 1882 bis 30. März 1889     |